# Vila das Belezas

Vila das Belezas é um bairro localizado na capital de São Paulo, pertencente ao distrito de Vila Andrade, na zona sudoeste da cidade. Sua principal via é a Estrada de Itapecerica.

## História

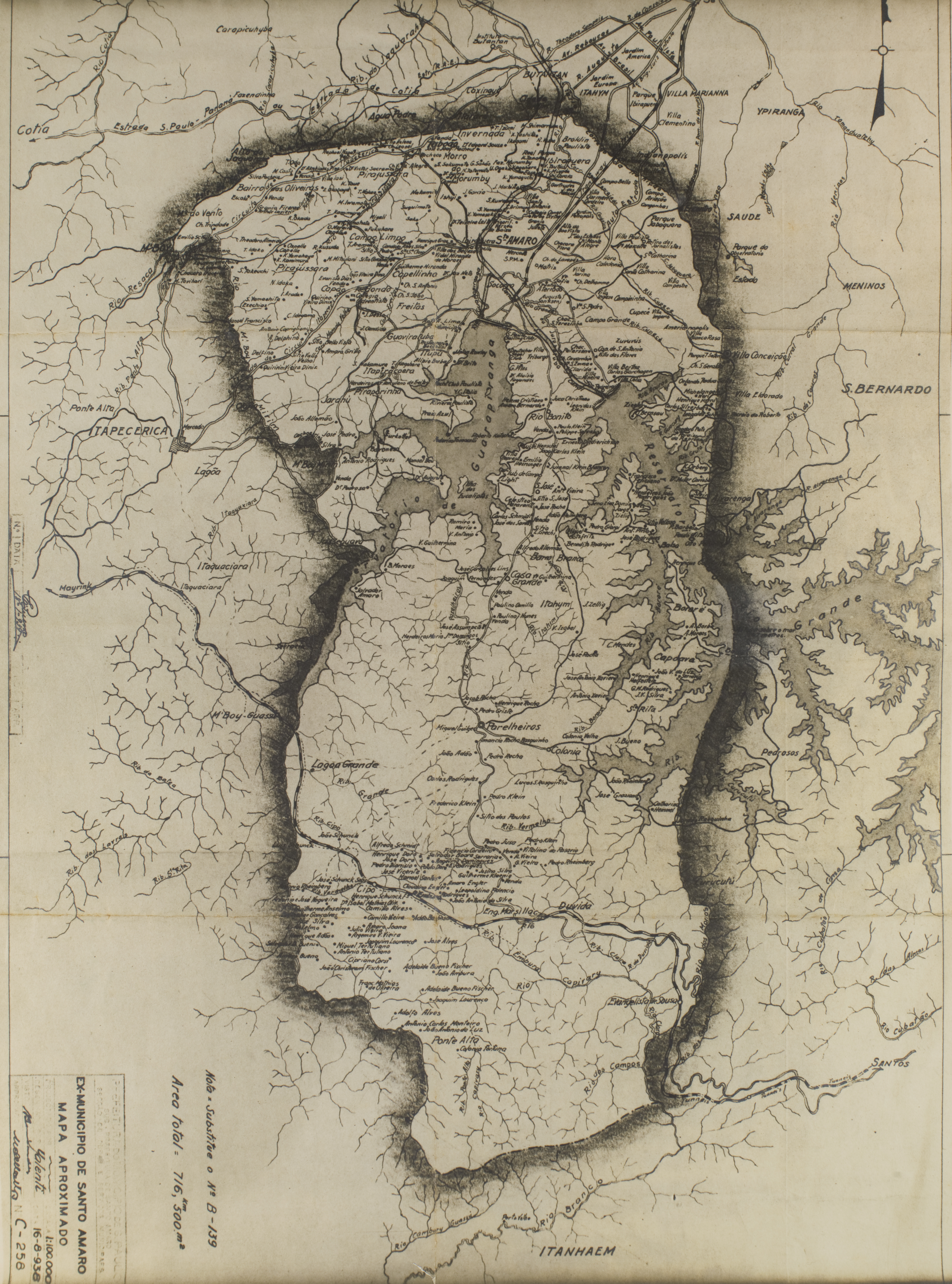
Mapa de Santo Amaro, 1938. O bairro Vila das Belezas encontra-se localizado entre Santo Amaro e Campo Limpo.

Em 1922 o imigrante italiano Aristodemo Gazzotti (??-??), dono de uma imobiliária paulistana, lançou um empreendimento imobiliário na área rural à oeste da sede do então município de Santo Amaro. Inicialmente tratada como vila de recreio, foi batizado com o nome de "Vila das Belezas". Como forma de atrair mais moradores para o empreendimento, Gazzotti doou terras e materiais para a construção da Igreja de Nossa Senhora Aparecida de Vila das Belezas. Sua pedra fundamental foi lançada em 1 de janeiro de 1929.
No entanto, as obras da igreja acabaram ficando no papel até a década de 1960. Em 1938 o loteamento era pouco povoado. Dez anos depois, enquanto Santo Amaro havia sido incorporada à cidade de São Paulo, a Vila das Belezas não passava de pequeno loteamento formado por uma rua principal (que o ligava na Estrada de Itapecerica) e seis pequenas ruas paralelas. Foi somente à partir da década de 1950 que começou a ser ocupado com maior número de moradores. Com isso, foi aberta a pequeno gruta de Nossa Senhora Aparecida. Com o tempo os moradores discutiram a construção de uma igreja e no final da década lançaram a pedra fundamental da Igreja de Nossa Senhora de Fátima, aberta nos anos 1960. Em 1959 era formada a Sociedade de Amigos de Vila das Belezas, com o objetivo de reivindicar ao poder público melhorias para o bairro.
Com o auge do movimento de migração nordestina para São Paulo entre as décadas de 1960 e 1970, Vila das Belezas tem sua população ampliada e passou a receber alguma atenção do poder público. A falta de moradia forçou a criação e expansão de favelas e moradias precárias. Somente em 1998, com a construção da Linha 5 do Metrô de São Paulo e da Estação Vila das Belezas, e da Estação Giovanni Gronchi que partes da região foram reurbanizadas e receberam equipamentos públicos.